# Pfunderer Höhenweg
Der Pfunderer Höhenweg ist ein Höhenweg und Wanderweg in den Alpen. Beginnend in Sterzing etwa 15 km südlich des Brennerpasses, führt er durch die abgeschiedenen und von Wanderern verhältnismäßig wenig frequentierten Pfunderer Berge bis nach St. Georgen oder Pfalzen in der Nähe von Bruneck.

## Geschichte
Der Pfunderer Höhenweg wurde von den Sektionen Brixen, Bruneck und Sterzing des Alpenvereins Südtirol angelegt.

## Verlauf

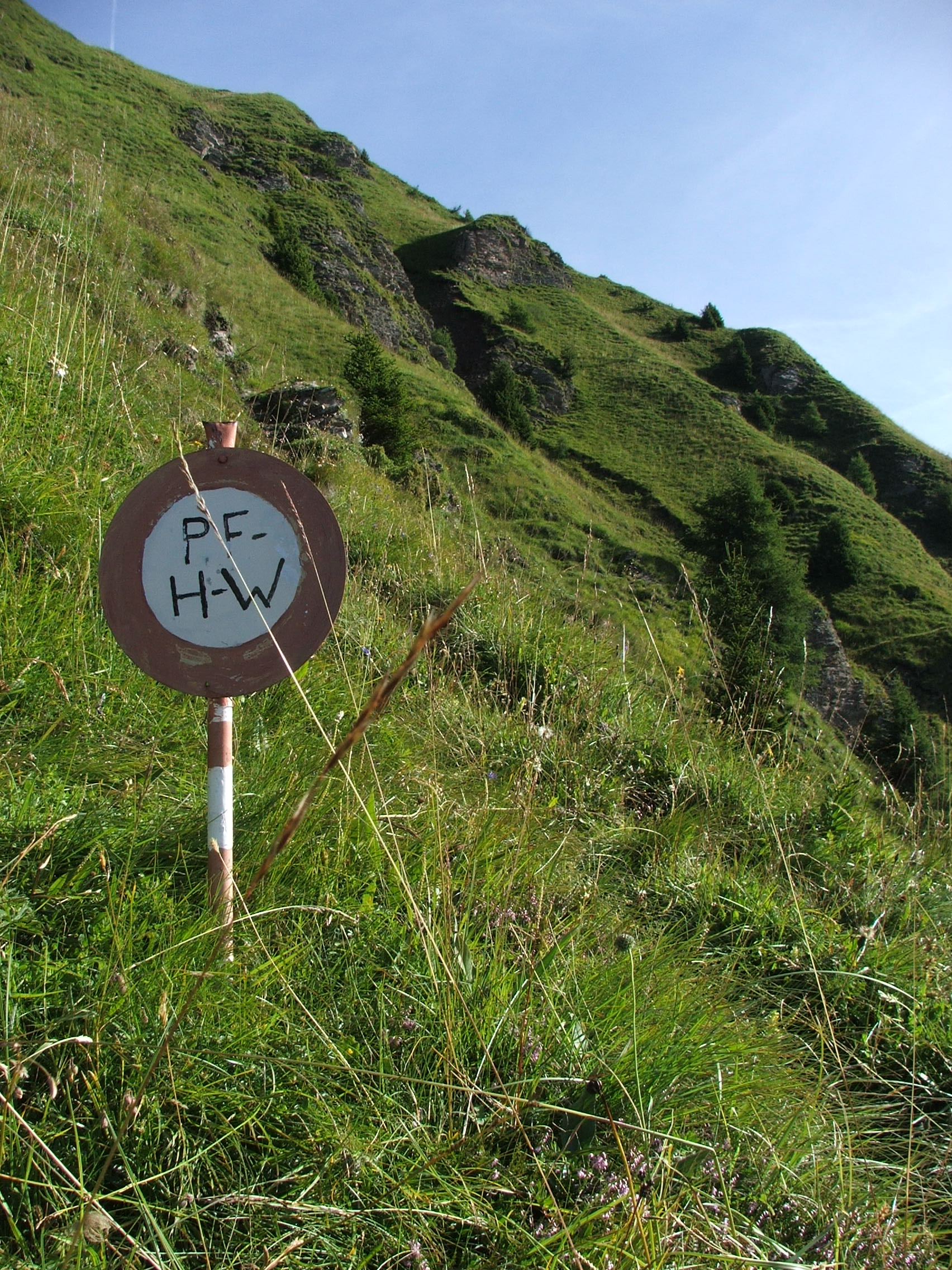
Wegzeichen am Pfunderer Höhenweg

Die Strecke von rund 70 km Länge ist in vier bis sechs Tagen zu bewältigen und verläuft durch alpines und hochalpines Gelände auf einer Höhe zwischen 2000 und 3000 Metern. Der Höhenweg durchquert oder berührt die Gemeindegebiete von Sterzing, Pfitsch, Freienfeld, Mühlbach, Vintl, Mühlwald, Terenten, Kiens, Pfalzen und Bruneck.
Auf drei Tagesetappen sind kurze Abschnitte mit Drahtseilen gesichert, einige Meter auf einem ständigen Schneefeld und mehrere Stunden in weglosem Gelände per Blockkletterei zu bewältigen. Auch wenn keine Gletscher berührt werden, erfordert der Pfunderer Höhenweg eine sehr gute Kondition, Trittsicherheit, Schwindelfreiheit, Ausdauer, Orientierungsvermögen und Erfahrung in den Bergen. Der Weg steigt bereits am zweiten Tag auf über 2800 m an (mit Gipfelbesteigung über 3100 m). Wanderern, die sich nicht regelmäßig in solchen Höhenlagen aufhalten, ist deshalb zu empfehlen, sich vor Inangriffnahme des Pfunderer Höhenweges einige Tage zu akklimatisieren.
Die Pfunderer Berge liegen knapp südlich des Alpenhauptkamms, aber noch nördlich der Pustertallinie. Geologisch gehören sie also zu den Zentralalpen, die aus Glimmerschiefer, Gneis und Granit bestehen und deren Bergkämme und schmale V-Täler sich weit hinziehen. Nach Süden hin jedoch blickt der Pfunderer Höhenweg schon auf die hell leuchtenden Türme und Zacken der Dolomiten, während im Norden die Gletscher von Hochfeiler und Hochferner in den Zillertaler Alpen gleißen.
Als Stützpunkte auf dem Pfunderer Höhenweg dienen das Trenser-Joch-Biwak, die Simile-Mahd-Alm, die Brixner Hütte, das Walter-Brenninger-Biwak, die Edelrauthütte (Eisbruggjochhütte) und die Tiefrastenhütte.

## Etappen
| Etappe | Start                                | Ziel                                 | Gehzeit | Charakteristik |
| ------ | ------------------------------------ | ------------------------------------ | ------- | --- |
| 1. Tag | Sterzing (Vipiteno)                  | Trenser-Joch-Biwak / Simile-Mahd-Alm | 6 h     | Aufstieg vom Tal aus auf 2500 m über Waldwege und schmale Steige auf sehr abschüssigen Wiesenhängen; anstrengend, anspruchsvoll zu gehen |
| 2. Tag | Trenser-Joch-Biwak / Simile-Mahd-Alm | Brixner Hütte                        | 3 h     | Höhenetappe über den Wilden See und bei Interesse über die Wilde Kreuzspitze (3132 m), bei schlechtem Wetter Ausweich über die Labesebenalm; bis auf einige Meter über ein steil abfallendes Schneefeld mit Trittspuren mittelschwer |
| 3. Tag | Brixner Hütte                        | Walter-Brenninger-Biwak              | 5 h 30  | Höhenetappe über Steinkar-, Keller- und Dannelscharte über zumeist schmale Steige; nach der Dannelscharte kurze mit Drahtseilen versicherte Passagen; anstrengend, stellenweise recht anspruchsvoll |
| 4. Tag | Walter-Brenninger-Biwak              | Edelrauthütte (Eisbruggjochhütte)    | 4 h     | Höhenetappe über die Gaisscharte; wegloses, aber gut markiertes Gelände, Blockkletterei, nach der Gaisscharte kurze, mit Drahtseilen versicherte Kletterpassage; sehr anspruchsvoll und anstrengend |
| 5. Tag | Edelrauthütte (Eisbruggjochhütte)    | Tiefrastenhütte                      | 6 h     | Höhenetappe über Kuhscharte, Gruipa Alm, Gampishütte, Passenjoch und Hochsäge; zumeist Wiesenpfade über die Almen, gegen Ende kurze Strecke mit Blockkletterei und steiler Abstieg zur Tiefrastenhütte; einfach |
| 6. Tag | Tiefrastenhütte                      | St. Georgen / Pfalzen                | 7 h     | zunächst Gratwanderung über Kleines Tor, Putzenspitze, Bärentaler Spitze, Sambock und Platte, dann immer steiler werdender Abstieg ins Tal; mäßig schwierig auf dem Grat, Wiesenpfade und unterhaltsame Kraxelei auf hier und da mit Drahtseilen gesicherte Gipfel; anstrengend durch den langen Abstieg und die Gesamtlänge der Etappe |

## Bilder

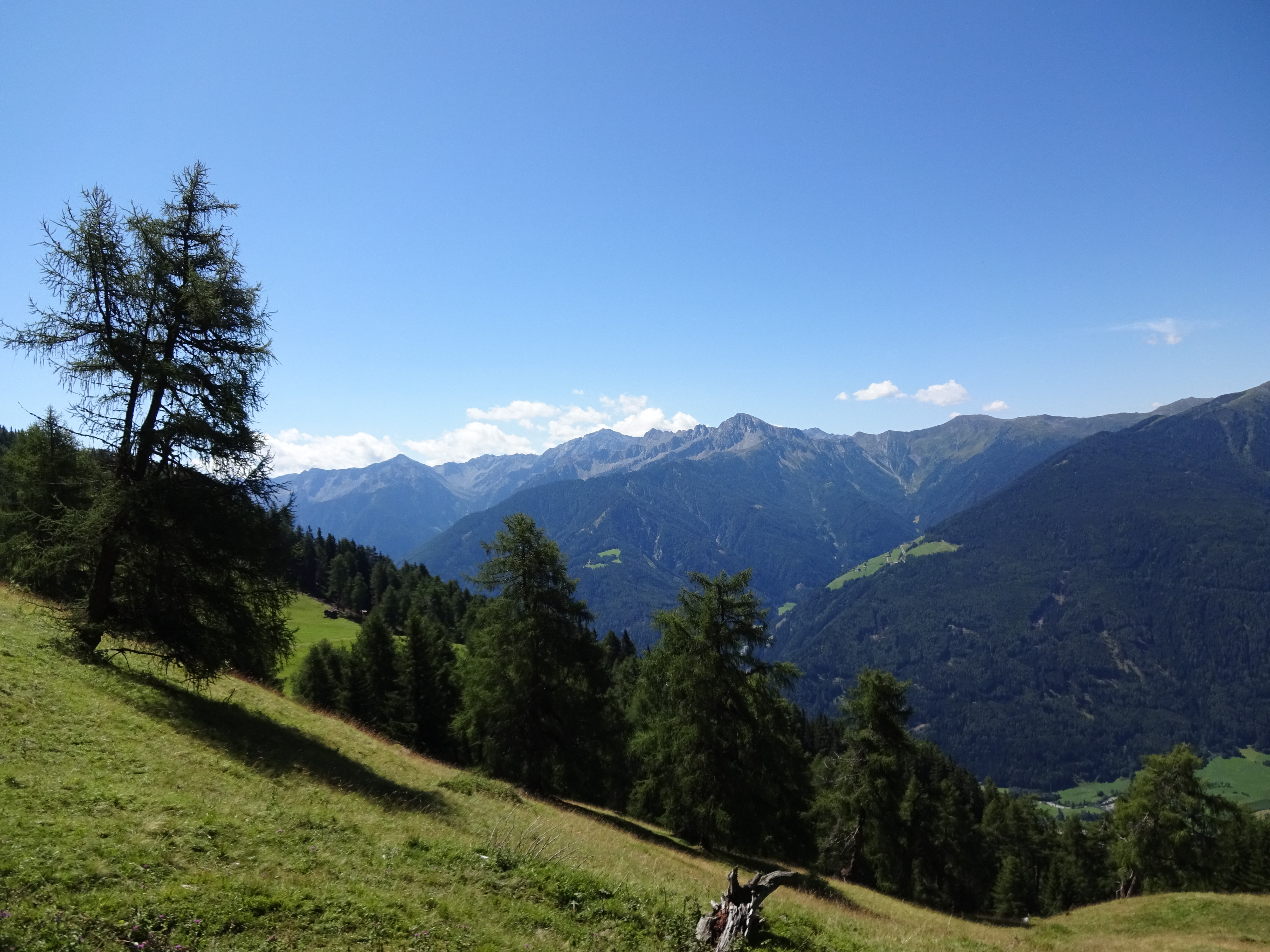
1. Etappe: Blick nach Südosten im Aufstieg zur Simile-Mahd-Alm
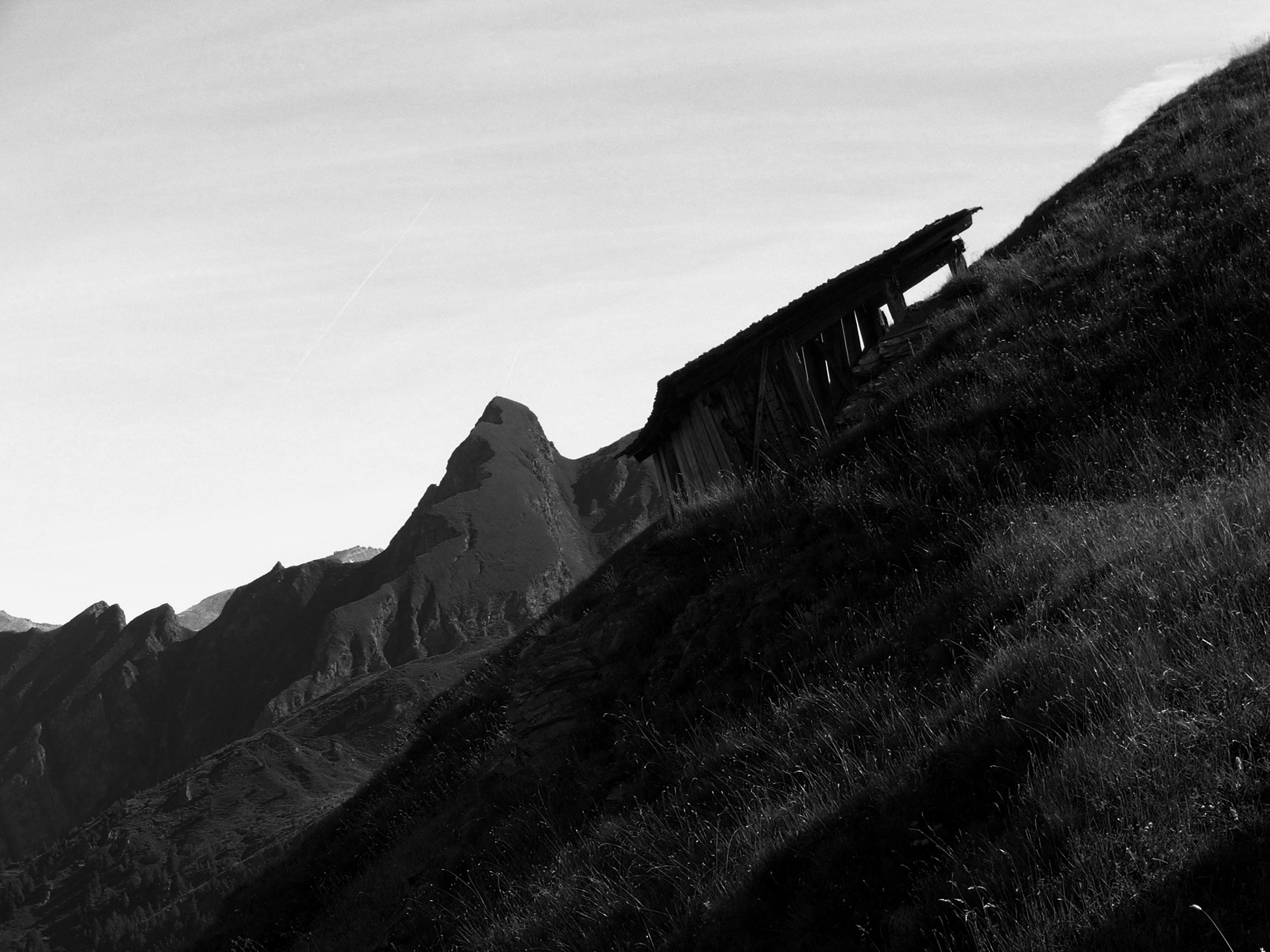
1. Etappe: Verfallener Stall am Trenser Joch
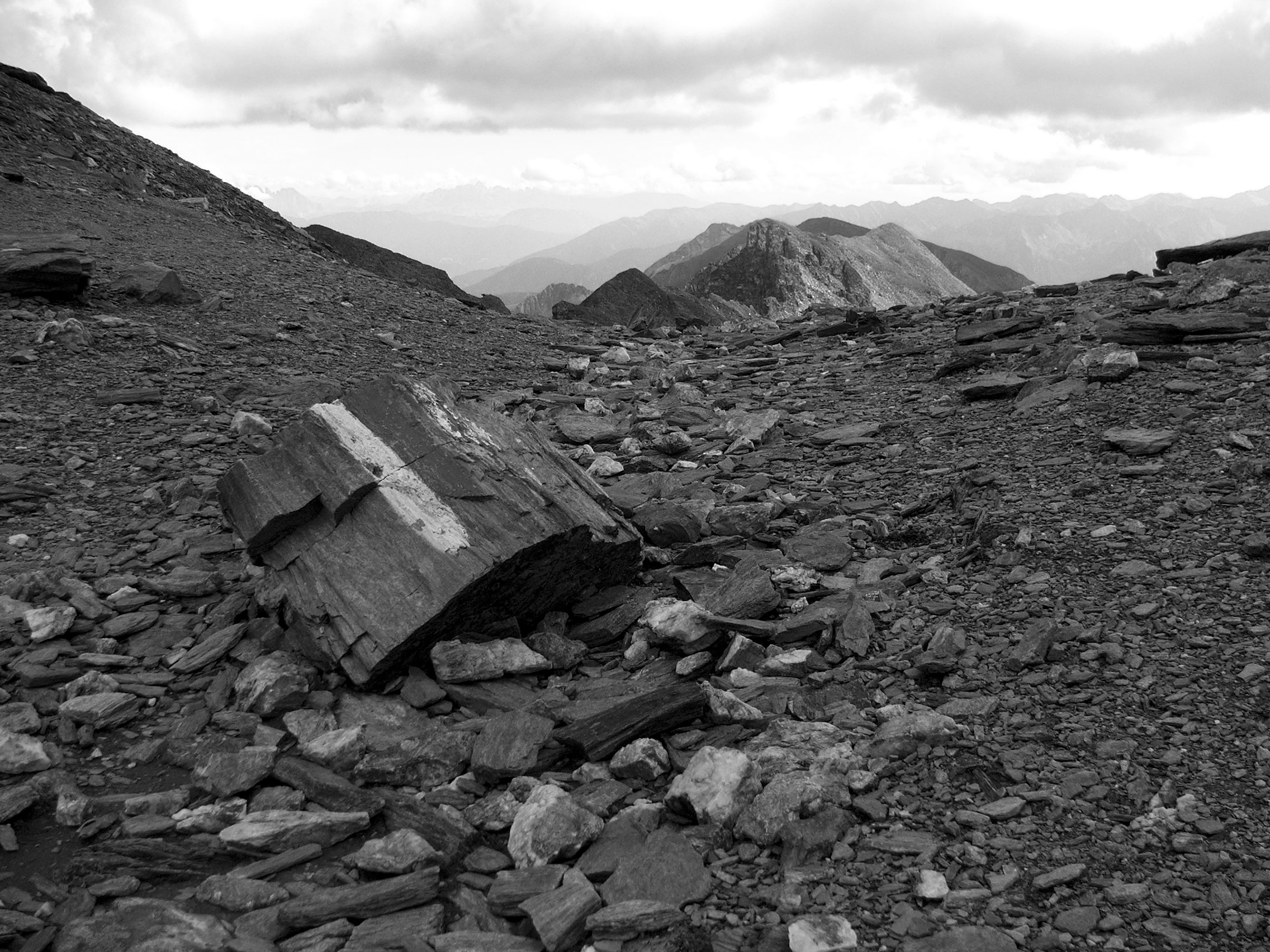
2. Etappe: Rauhtaljoch
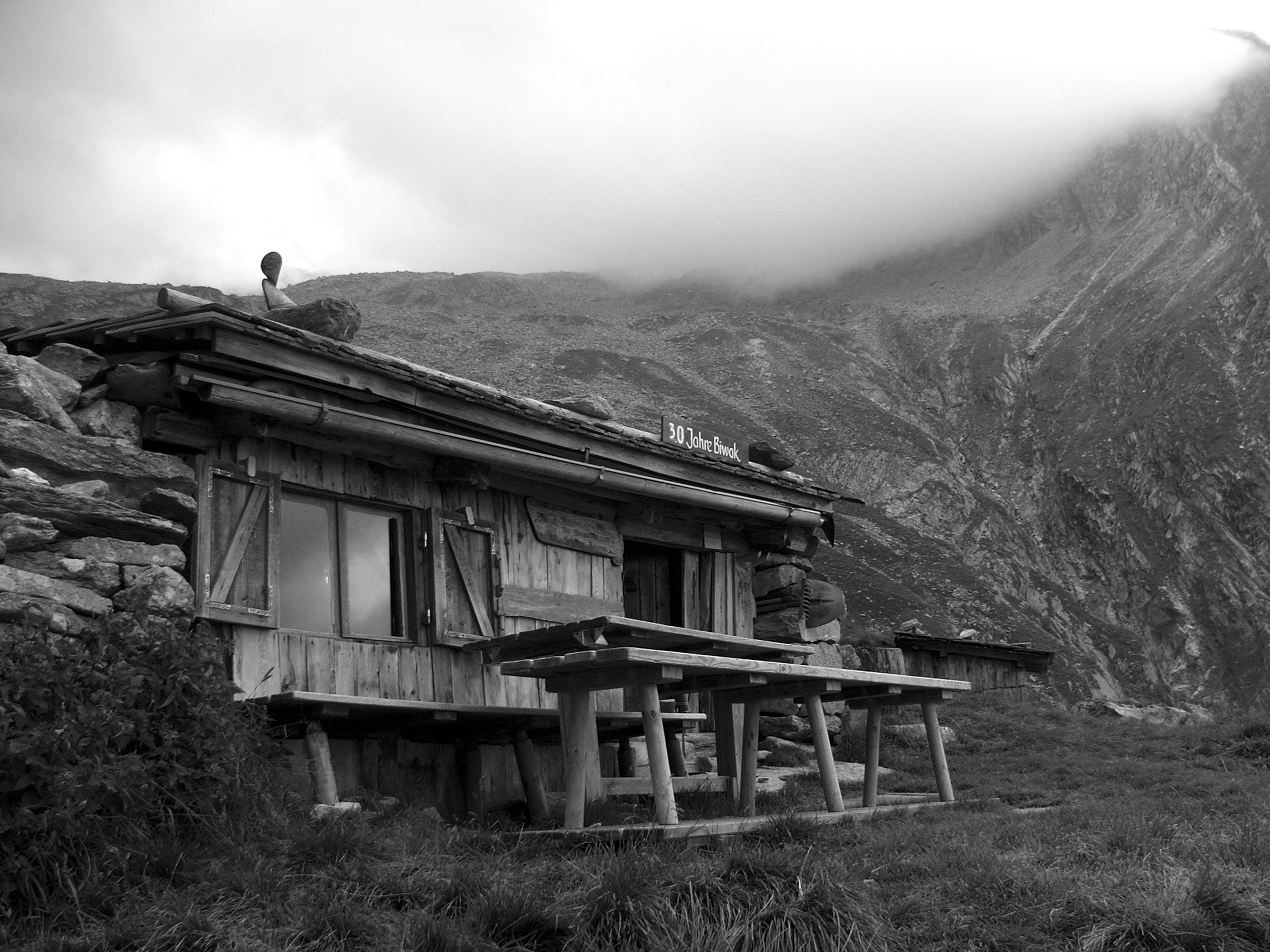
3. Etappe: Das Walter-Brenninger-Biwak
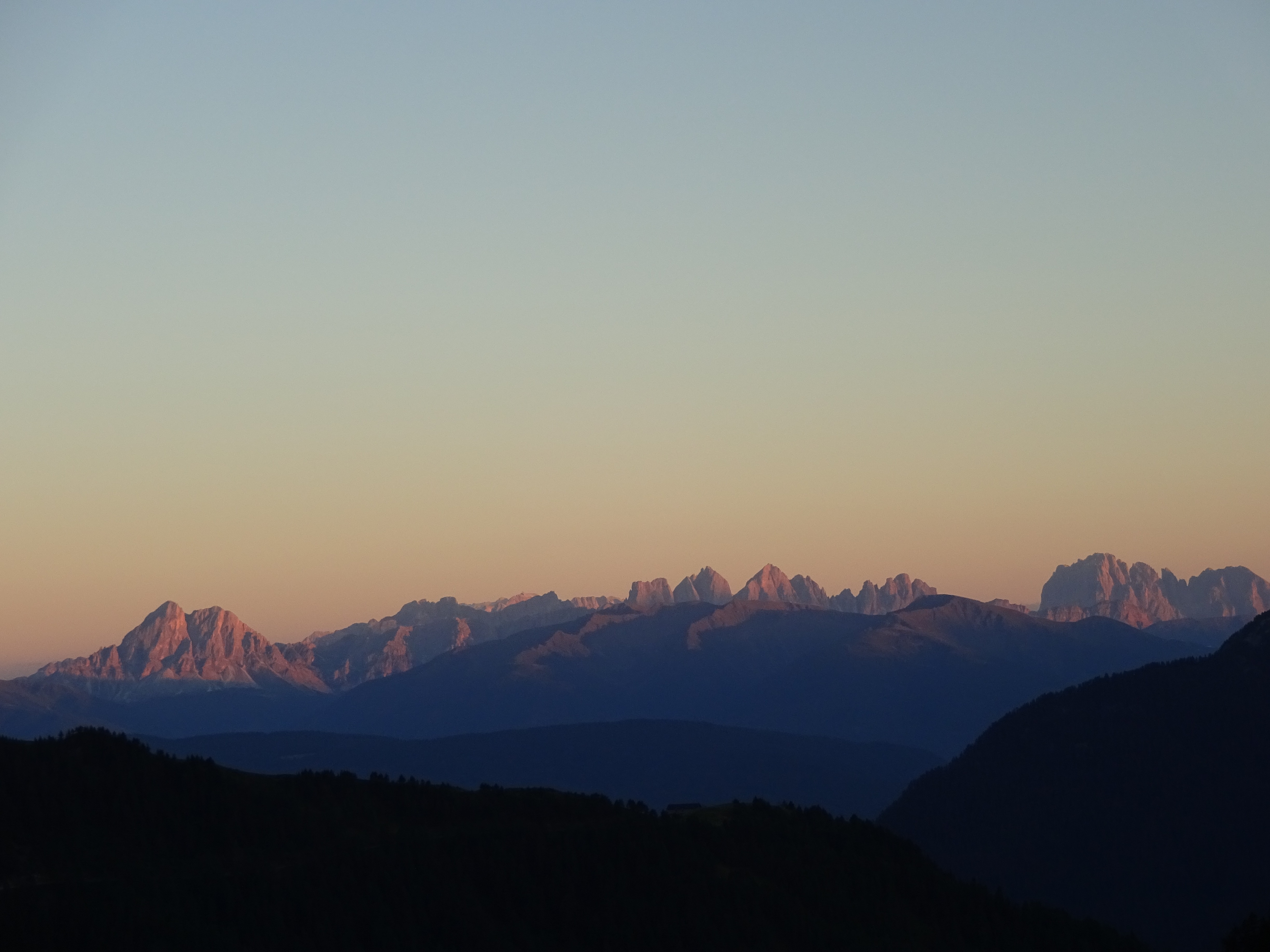
3. Etappe: Aussicht vom Walter-Brenninger-Biwak
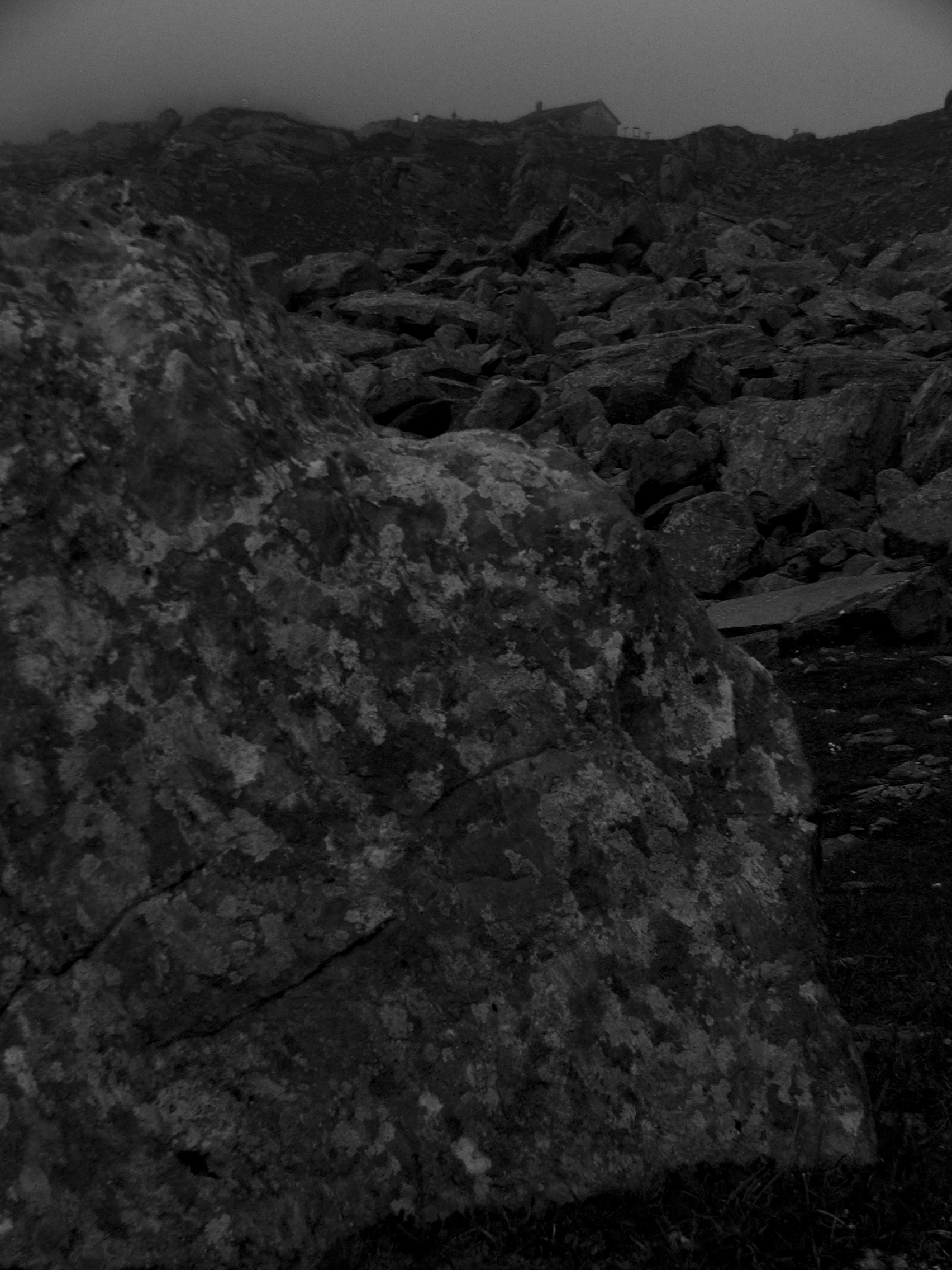
4. Etappe: Hoch auf dem Joch über mannsgroßen Geröllblöcken – die Edelrauthütte

## Karten
- Tabacco-Wanderkarten (1:25.000), Blätter 037 und 033

## Weitere Informationen
- Michael Isidor Engl, Anton Ribul: Wege in die Stille ... Landschaften, Bräuche, Menschen in den Südtiroler Bergen, Bozen: Verlagsanstalt Athesia, 2008. Fototextband.